# アンディ・フレッチャー
アンドリュー・"アンディ"・ジョン・レオナード・フレッチャー （Andrew John Leonard Fletcher, 1961年7月8日 - 2022年5月26日）は、イギリスのミュージシャン。デペッシュ・モードのメンバーとして知られ、フレッチ (Fletch)の愛称で親しまれる。

## 来歴
1970年代後半に学生時代の友人であったヴィンス・クラークとともにNo Romance in Chinaというバンドを結成し、ベースギターを担当した。1980年にマーティン・ゴアと出会い、3人組としてComposition of Soundを新しく結成。同年暮れにデイヴ・ガーンが加入しデペッシュ・モードを結成、メンバーの一員としてデビューした。

### 役割
「世界的に有名な一本指奏者」と自称しており、主にキーボードとプロデュースを担当している。フレッチは自他共に認めるマーティンの最大の理解者である。マーティンの機嫌をとり、またやる気を出させるのがフレッチの最大の役目である。また、バンドにはとりあえずマネージャーはいるが、実質的にバンドのマネージングを行っているのはフレッチであるとする見方は強い。バンドにおいてフレッチにしかできないことは多い。

### トースト・ハワイ
2002年にトースト・ハワイというレコードレーベルを設立、シンセポップデュオクライアントをデビューさせ、自らプロデュースも担当した。クライアントは2006年にレーベルを移籍し、その後のトースト・ハワイからのリリースは途絶えている。

### DJとして
クライアントのツアーサポートとして始めたDJの活動も有名で、デペッシュ・モードのツアー後のオフなどにヨーロッパやアジア、南アメリカなど「デペッシュ・モードがまだ来ていない、または来れていない」地域などでギグを行ったりフェスティバルに参加している。1990年以来デペッシュ・モードとして来日が実現していない日本でも、2011年にサマーソニックに参加。東京公演は8月13日ソニックマニア、8月14日はサマーソニック大阪会場でプレイした。

### 死
2022年5月26日、60歳で死去。のちにデペッシュ・モードのInstagramにて、バンドメンバーのデイヴ・ガーンとマーティン・ゴアの連名により、自宅にて大動脈解離を発症しての急逝であったことが公表された。